# Naum Isaakowitsch Eitingon
Naum Isaakowitsch Eitingon (russisch Наум Исаакович Эйтингон, auch Nachum Eitingon; * 6. Dezemberjul. / 18. Dezember 1899greg. in Schklow im Gouvernement Mogiljow, Russisches Kaiserreich (heute Belarus); † 3. Mai 1981 in Moskau) war ein sowjetischer Geheimdienstoffizier.

## Leben
Eitingon entstammte einer Familie jüdischer Kaufleute, sein Vater war Leiter der Buchhaltung einer Fabrik. Nachdem Naum die sieben Klassen der Realschule in Mogiljow besucht hatte, beschloss er im März 1917 eine Stelle bei der lokalen Verwaltungsbehörde für Statistik anzunehmen, die er allerdings bald aufgab. Nach der Oktoberrevolution wurde er zum Mitarbeiter des Büros für Lebensmittelbeschaffung bei der Stadtverwaltung von Mogiljow.
1919 trat er der Kommunistischen Partei bei. Seit 1920 arbeitete er in verschiedenen Positionen beim Geheimdienst Tscheka, leitete die Bekämpfung von als „Banden“ bezeichneten Überresten der Weißen Armee im Gouvernement Gomel und später in Baschkirien. Von 1923 bis 1926 studierte er Orientalistik und Sinologie an der Militärakademie der Roten Armee in Moskau und wurde nach dem erfolgreichen Abschluss seines Studiums als Resident des sowjetischen Auslandsgeheimdienstes im Range eines Konsuls zuerst nach Peking und dann nach Harbin entsandt, wo er bis zur Zerschlagung des sowjetischen Konsulats im Jahre 1929 blieb. Während seiner Dienstzeit in China war er unter anderem an den Intrigen und der Absetzung des faktisch als Diktator regierenden Marschalls Zhang Zuolin durch seinen Rivalen Chiang Kai-shek beteiligt.
Danach entsandte man Eitingon als Residenten an die sowjetische diplomatische Vertretung in Istanbul, wo er die Aufgabe hatte, verlässliche Informationen über die Pläne von Großbritannien und Frankreich im Nahen Osten zu sammeln. Um keinen Verdacht bei den türkischen Behörden zu erregen, arbeitete Eitingon dort offiziell als Attaché unter dem Namen Leonid Naumow. Nach der Flucht des Leiters der Residentur der OGPU im Nahen Osten, Grigori Sergejewitsch Agabekow, wurde die Residentur in Istanbul sofort geschlossen und alle Mitarbeiter zurück nach Moskau beordert.
Seit 1931 war Eitingon unter seinem Pseudonym Leonid Naumow Mitarbeiter der Auslandsabteilung des sowjetischen Geheimdienstes, dann Leiter der 8. Unterabteilung, die für Frankreich und Belgien zuständig war. 1933 wurde er zum Leiter der 1. Unterabteilung, die für die USA zuständig war, befördert; er war mehrmals in den Vereinigten Staaten gewesen, wobei vermutet wird, dass er dort einen erheblichen Beitrag zum Ausbau des Spionagenetzes geleistet haben könnte.
Im Spanischen Bürgerkrieg war Eitingon als General Leonid Kotow für die Verfolgung und Ermordung von Trotzkisten verantwortlich. Er war Stellvertreter des Leiters der Residentur des sowjetischen Geheimdienstes in Spanien, Alexander Orlow, und in dieser Funktion für den Aufbau der spanisch-republikanischen Geheimdienste und die Ausbildung des Personals verantwortlich. Nach der Flucht des General Orlow in den Westen wurde er zum Leiter der Residentur, allerdings wurde seine wichtigste Aufgabe die Organisation der Evakuierung sowjetischer „Spezialisten“ aus Spanien, da die Niederlage der Republikaner unmittelbar bevorstand. Anfang 1940 wurde er zum illegalen Residenten des sowjetischen Geheimdienstes in Paris.
Zusammen mit Pawel Sudoplatow organisierte Eitingon 1940 die Ermordung Leo Trotzkis in Mexiko. Als Attentäter wählte er Ramón Mercader aus, den Sohn seiner Geliebten Caridad Mercader. Nach dem gelungenen Attentat entkam Eitingon, der die Ausführung unmittelbar vor Ort in Mexiko überwacht hatte, und kehrte Anfang 1941 nach Moskau zurück, wo er „für seine Verdienste vor dem Staat“ den Leninorden verliehen bekam. Im Mai 1941 wurde er darüber hinaus zum stellvertretenden Leiter der 1. Abteilung des Volkskommissariats für Staatssicherheit (NKGB) der Sowjetunion ernannt. Während des Großen Vaterländischen Krieges war er zusammen mit Sudoplatow einer der Organisatoren der Partisanenbewegung im Hinterland der deutschen Besatzungstruppen und zeichnete für mehrere Sabotageakte gegen die Nachschublinien der Wehrmacht an der Ostfront verantwortlich.
Von Ende 1946 bis Anfang 1947 wurde Eitingon auf persönlichen Befehl Josef Stalins hin zum Verantwortlichen für die Ausbildung und den Aufbau der Geheimdienste der künftigen kommunistischen China-Regierung unter Mao Zedong ernannt. Bereits in wenigen Monaten erfolgte die Ernennung Eitingons zum stellvertretenden Leiter des sogenannten „Büro Nr.1“ des Ministeriums für Staatssicherheit der UdSSR, das für die Vorbereitung und Durchführung von Diversions- und Sabotageakten zuständig war.
Eitingon wurde 1951 im Zuge der Kampagne gegen die „wurzellosen Kosmopoliten“, die offensichtlich antisemitisch war, verhaftet und erst nach dem Tod Stalins im März 1953 auf Befehl von Lawrenti Beria, mit dem er befreundet war, freigelassen und zum stellvertretenden Leiter der 9. Abteilung des Innenministeriums der UdSSR ernannt. Nach der Verhaftung Berias im Juli 1953 wurde auch Eitingon festgenommen und nach mehreren Jahren im Gefängnis erst 1957 in einem Geheimverfahren wegen „Verrats“ zu 12 Jahren Freiheitsstrafe verurteilt. Nach der Absetzung von Nikita Chruschtschow wurde Eitingon vorzeitig freigelassen und arbeitete seit 1965 als Redakteur beim Verlag Meschdunarodnye otnoschenija (deutsch: Internationale Beziehungen). Erst 1992 wurde sein Verfahren im Zuge der Überprüfung von Verbrechen des kommunistischen Systems in der Sowjetunion wiederaufgerollt und er aus Mangel an Beweisen posthum rehabilitiert.